# Papilio andraemon
Papilio andraemon är en fjärilsart som beskrevs av Jacob Hübner 1832. Papilio andraemon ingår i släktet Papilio och familjen riddarfjärilar.
Artens utbredningsområde är Kuba. Inga underarter finns listade i Catalogue of Life.

## Bildgalleri

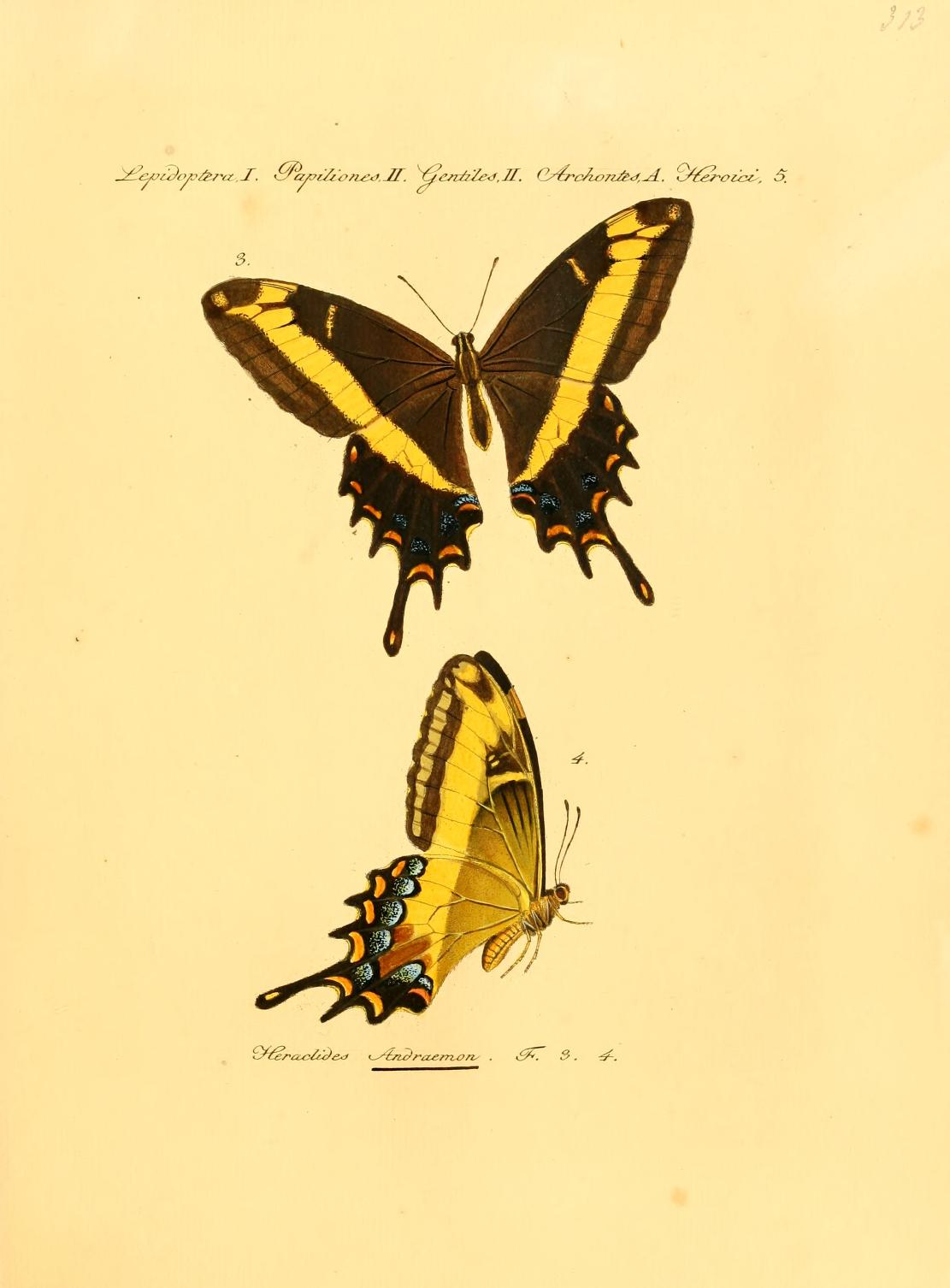